# 尼埃納
尼埃納（法語：Niéna），是馬里的城鎮，位於該國南部，由錫卡索區的錫卡索省負責管轄，面積1,040平方公里，海拔高度428米，2009年人口32,265，人口密度每平方公里31人。